# L'Île-Bizard–Sainte-Geneviève
Pour les articles homonymes, voir Bizard et Sainte-Geneviève.
L'Île-Bizard–Sainte-Geneviève est un arrondissement de Montréal, au Québec (Canada). Il est constitué des anciennes municipalités de L'Île-Bizard et de Sainte-Geneviève qui sont rattachées à la ville de Montréal lors des fusions municipales de 2002. Il est constitué du territoire de l'île Bizard (une île baignée par la rivière des Prairies et le lac des Deux-Montagnes) et du secteur de Sainte-Geneviève sur l'île de Montréal. Les deux secteurs sont reliés par le pont Jacques-Bizard.

## Géographie
L'arrondissement s'étend sur 23,63 km² et sa population est de 18 885 personnes en 2021. Le parc-nature du Bois-de-l’Île-Bizard, situé sur l'île Bizard, comprend une passerelle traversant un marécage permettant de contempler la nature de près. L’île fait partie de l’archipel d'Hochelaga et elle est baignée par le lac des Deux Montagnes sur ses rives ouest et nord.

## Histoire

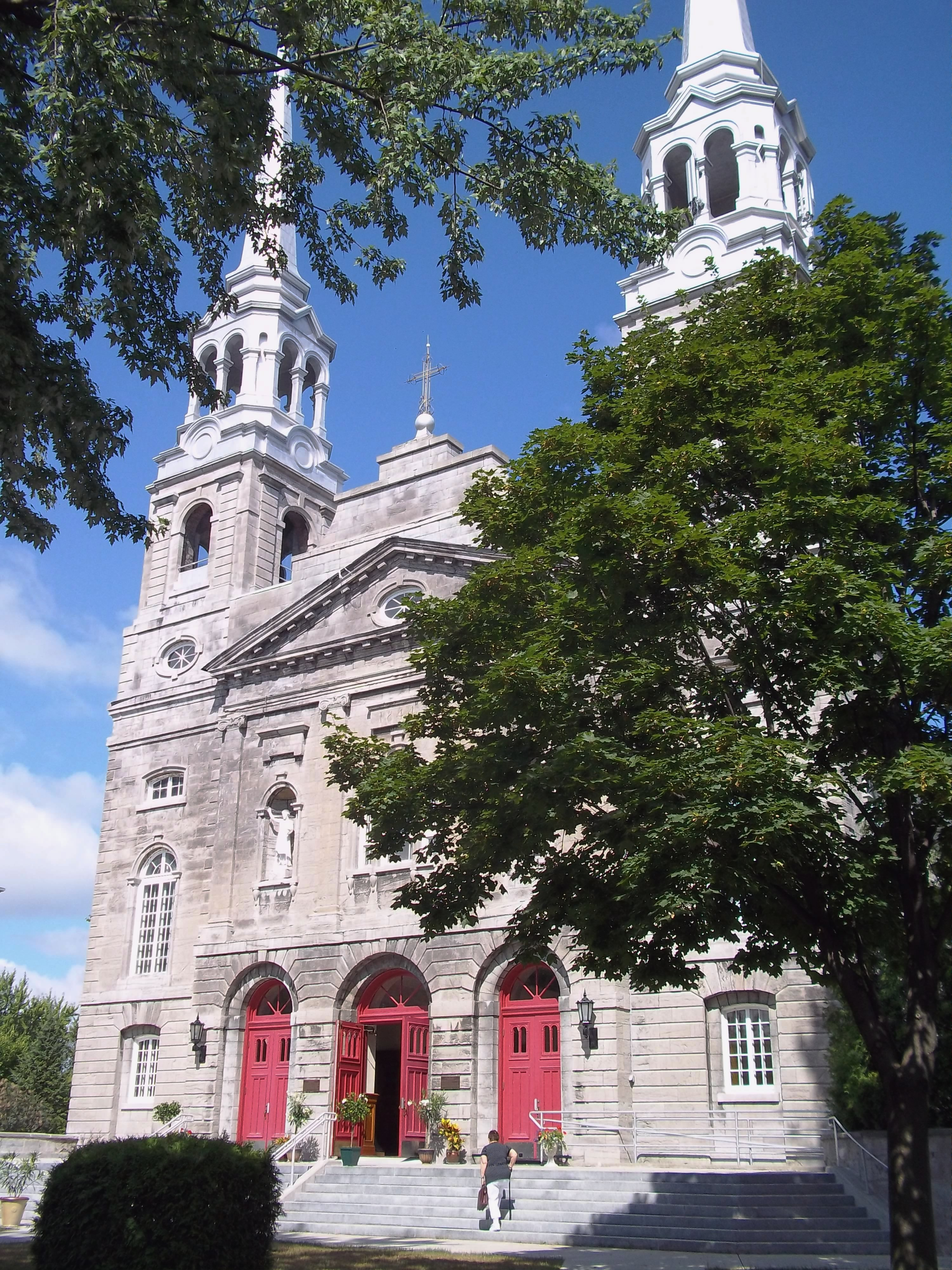
L'église Sainte-Geneviève de Montréal.

Le 24 octobre 1678, le gouvernement Frontenac accorda l'île Bizard, alors nommée île Bonaventure, en seigneurie à Jacques Bizard. Il s'agit de la première concession de l'ouest de l'île de Montréal. Le village de Sainte-Geneviève a vu le jour au début du XVIIIe siècle. Antoine Faucon, père de Saint-Sulpice, participe à la construction de la première église de l'histoire du village. La municipalité du village de Sainte-Geneviève est créée en 1859.
Pendant la première moitié du XXe siècle, les agriculteurs de l’île Bizard et de Sainte-Geneviève se sont alors orientés vers la culture maraîchère. Le territoire s’est ainsi transformé en un jardin de Montréal. En 1959, celle-ci reçoit son nom de Ville Sainte-Geneviève.
À partir de la fin des années 1950, la création de deux grands terrains de golf a ouvert la porte à la vente massive de terres et à l’abandon de l’agriculture, devenue peu rentable. En effet, l'Île Bizard accueille en 1959 le Club de golf Royal Montréal qui reçoit des tournois de golf prestigieux.
Au cours des cinquante dernières années, surtout depuis l’ouverture de l'autoroute 40 qui a rapproché l’ouest de l'île de la ville, l’urbanisation s’est intensifiée et la population a décuplé. D’abord apprécié des citadins comme lieu de villégiature, l’arrondissement devient maintenant un lieu de résidence privilégié.

## Démographie
L'Île-Bizard–Sainte-Geneviève est l'arrondissement le moins peuplé de Montréal et représente 1,1 % de la population totale de celle-ci. C'est également l'arrondissement le moins dense de la métropole québécoise, avec 766,8 habitants/km² en 2011. En 2021, il compte 18 885 habitants.
| 2006   | 2011   | 2016   | 2021   | 2026 |
| ------ | ------ | ------ | ------ | ---- |
| 17 590 | 18 097 | 18 413 | 18 885 | -    |

## Administration

### Élus municipaux
En tant qu'arrondissement montréalais, L'Île-Bizard–Sainte-Geneviève est dirigé en premier lieu par un conseil d'arrondissement chargé des affaires locales puis par le conseil de ville de Montréal, chargé de certaines matières qui concernent l'ensemble de la ville. Il est composé de quatre districts électoraux représentés chacun par un conseiller d'arrondissement qui ne siège qu'au conseil d'arrondissement. Un maire d'arrondissement est élu à la tête de l'arrondissement et siège aux deux instances.
Depuis 2023, le maire de l'arrondissement est Doug Hurley d'Ensemble Montréal, élu à l'occasion d'une élection partielle en décembre 2023.
| Fonction | 2009-2013          | 2013-2017                   | 2017-2021                  | 2021-2025        |
| --- | ------------------ | --------------------------- | -------------------------- | ---------------- |
| Maire d'arrondissement | Richard Bélanger   | Normand Marinacci,          | Normand Marinacci          | Stéphane Côté,   |
| Conseillers |                    |                             |                            |                  |
| Denis-Benjamin-Viger | Christopher Little | Christian Larocque,         | Christian Larocque         | Alain Wilson     |
| Jacques-Bizard | François Robert    | Jean-Dominic Lévesque-René, | Jean-Dominic Lévesque-René | Richard Bélanger |
| Pierre-Foretier | Diane Gibb         | Stéphane Côté               | Stéphane Côté              | Danielle Myrand  |
| Sainte-Geneviève | Éric Dugas         | Éric Dugas                  | Éric Dugas                 | Suzanne Marceau  |
| Projet Montréal Ensemble Montréal / Équipe Denis Coderre Union Montréal Vision Montréal Coalition Montréal Vrai changement pour Montréal Équipe Anjou Équipe Bélanger Indépendant |                    |                             |                            |                  |

### Représentation politique
Une partie de Sainte-Geneviève est incluse dans la circonscription fédérale de Lac-Saint-Louis alors que L'Île-Bizard et l'autre moitié de Sainte-Geneviève sont incluses dans la circonscription de Pierrefonds—Dollard.
Au niveau provincial, tout l'arrondissement est inclus dans la circonscription provinciale de Nelligan.

## Culture et communications
- Salle Pauline-Julien
- Éditions du Phoenix

## Éducation
- Cégep Gérald-Godin
- École Jacques-Bizard
- École Jonathan-Wilson
- École Sainte-Geneviève

## Lieu de culte
L'église Sainte-Geneviève de Montréal et l'église Saint-Raphaël-Archange sont les principaux lieux de culte de cet arrondissement.